# Denise Rosenthal
Denise Sofia Rosenthal Schalchli (Santiago de Chile, Chile, 8 de novembro de 1990) é uma atriz, cantora e modelo chilena. Tornou-se conhecida por seu papel de co-protagonista na série de Canal 13 denominada Amango, onde repetiu o mesmo papel no spin-off da série, chamado El blog de la Feña .

## Carreira como atriz

### 2006 - 2007:Amangoe o início da carreira
Em 2006, ela começou sua carreira na televisão ao se juntar ao elenco principal da telenovela exibida pelo canal Canal 13 Amango, onde encarnou o personagem de Maria Fernanda Mac Gellar, mais conhecida como "Feña". A série estreou em 16 de junho de 2007. Seu personagem é mais uma adolescente alto estrato socioeconômico, um tanto presunçosa e egocêntrica, além de ser uma fã de acessórios, glitter e música pop. Sua personagem é muito semelhante e, muitas vezes comparada com a de Sharpay Evans em High School Musical, interpretada por Ashley Tisdale, várias vezes dentro da série, "Fena" expressa de ser uma fã da personagem. 
Denise participou do filme Amango: La gira Docu-Película que revela o processo vivido pela banda em sua turnê nacional e como cada um enfrenta a complexidade de um formato de fama absurda do filme e através da TV aberta.

### 2008 - 2009: Trabalhos na TV e sucesso
Em 2008, foi o ano da "decolagem" da carreira de Denise, seguindo o sucesso do personagem de "Feña" em Amango, Canal 13 decidiu realizar um spin-off da série chamado de El Blog de la Feña, onde Denise interpreta o papel principal e todo o enredo gira em torno dela. El blog de la Feña foi lançada oficialmente dia 9 de agosto de 2008.
Em 2009, junto com as transmissão da segunda temporada de El blog de la Feña , começaram as gravações de Corazón Rebelde, a versão chilena de Rebelde Way, o sucesso da Argentina onde se formou a banda, Erreway, que também teve seu remake no México com o nome Rebelde, que formou a banda RBD. Denise interpretou Martina Valdivieso (personagem correspondente a Marizza Spirito na Argentina e Roberta Pardo no México), um papel totalmente diferente do seu anterior. Fez parte da banda originada da novela, CRZ.

### 2011 - 2018: Estreia no cinema e outros trabalhos
Após concluir suas gravações em Corazón Rebelde, partiu dia 20 de abril de 2010 para Argentina, ficando em Buenos Aires por vários meses, onde decidiu-se aprimorar em canto, dança e atuação. 
Em 2011, participa do filme El limpiapiscinas dirigido por José Luis Guridi, protagonizando o personagem Nicole Ivanov. A partir de maio de 2012, Rosenthal integra parte do elenco do musical Que cante la vida: El Musical, que estreou em 7 de junho de 2012 no Teatro Municipal de Las Condes em Santiago, Chile. Un ano depois fez parte do elenco da nova série juvenil El nuevo da Televisión Nacional do Chile, no papel de Cote, a prima do protagonista. Adicionalmente, participou na rodagem do filme de Sebastián Badilla, El BabySitter.
No ano de 2015, participou da telenovela chilena Matriarcas de TVN, como Sandra Bravo. Em 2016, Rosenthal participou de sua segunda série vespertina para Televisión Nacional de Chile, El camionero, no papel de de Marcela Flores. A série foi emitida de agosto de 2016 a março de 2017. No mesmo ano, interpretou Jéssica Lorca na série Chico reality do canal Mega. Adicionalmente, Denise fez parte do segundo e terceiro filme de La Reina de las Nieves, dirigida por Aleksey Tsitsilin, do filme Prueba de actitud dirigida por Fabrizio Copano e das obras teatrais Aladino: el musical e La Carta: Un Homenaje a Violeta Parra em 2016 e 2018, respectivamente.

## Carreira como cantora

### 2007-2009:Amango, El Blog de la Feña e CRZ
Iniciou sua carreira musical no começo de 2007 como integrante do grupo Amango, com o qual gravou dois álbuns. Em 17 de janeiro, foi oficializado, através de um comunicado para a imprensa dos organizadores, a participação do grupo no 49º Festival Internacional de la Canción de Viña del Mar, junto ao elenco completo participou do Festival de Viña del Mar 2008 ganhando um troféu de prata.
Simultâneamente ao seu papel em Amango, fez parte da série El Blog de la Feña, onde lançou dois álbuns gravados como solista para o programa. Em junho de 2008 foi lançado o primeiro single «No quiero escuchar tu voz», seguido de «Espérame» e «La vida sin ti». O disco alcançou certificação de ouro no Chile. Em agosto foi lançado o vídeo oficial e estreou exclusivamente na MTV, chegando ao número 8 do Top 100 no Chile, e número 1 nos 10 mais pedidos da MTV. Posteriormente gravou as canções para o segundo disco, intitulado El Blog de la Feña 2, que foi a venda em 2009. Seu primeiro single foi a balada romântica «Eres la luz».
Em 2009, fez parte da banda CRZ, grupo integrado pelos personagens da novela Corazón Rebelde, versão chilena de Rebelde Way, com quem gravou um álbum e lançou os singles «Corazón rebelde», «Estaba escrito» e «No me verás». Em 1 de dezembro do mesmo ano, é lançado o álbum de estréia da banda, Corazón Rebelde.

### 2010-2012: Início como solista e primeiros singles
Em abril de 2010 se muda para Buenos Aires, onde teve aulas de aperfeiçoamento em canto, dança e atuação, no período em que começava com as preparações para o seu futuro disco.
No final de 2010, Denise grava a polémica canção «Men» em colaboração com o rapper Tea-Time, o tema corresponde a uma reversão  do clássico de mesmo nome popularizado pela norteamericana Gladys Knight. Em setembro se junta a Neven Ilic para gravar a canção «Say Hey, Say Ohh», a qual fez parte da trilha sonora da série Popland da MTV Latinoamérica.
Em 28 de janeiro Denise participou junto a DJ Méndez da festa do programa de rádio World Dance Music dos 40 Principais em Viña del Mar, apresentada pelo DJ español Luis López, o programa foi transmitido pela cadeia de radioemissoras em toda América Latina, Andorra e España em 4 de feveveiro de 2012.

### 2012-2015: Álbum de estréiaFiesta
Em 29 de novembro de 2011 lançou «I Wanna Give My Heart», como o single principal do seu álbum de estréia, o video foi dirigido por Piero Medone e filmado em Santiago, Chile e Pirque. Em maio de 2012, filmou o vídeo musical do segundo single do seu futuro álbum, intitulando «Just Better Alone», lançada em 18 de maio, desta vez é uma balada, a qual promoveu com um webshow realizado em 25 de maio de 2012 no bar The Clinic. No fim de 2012, ganhou na categoria "Melhor Artista ou Grupo Revelacão, Zona Sul", do Premios 40 Principales América en Veracruz, México. O terceiro single «Dance» com um ritmo electrónico e pop, e escrito por Denise e Bastian em conjunto con Rigo, Cribe e Rob (membros do grupo Crossfire), foi publicado em 14 de setembro de 2012.
Em 2013 lançou seu primeiro álbum de estúdio Fiesta, editado de forma independente, do qual foram lançados as músicas «Revolution» e «Turn It Up» como o quarto e quinto single, respectivamente. Denise Rosenthal esteve presente ao lado de outros artistas chilenos, como Saiko, Gepe, Difuntos Correa, K-réena e Camila Silva na primeira edição do Festival de la Diversidad "Daniel Zamudio", organizado para recordar a tortura e o assassinato a mão de neonazistas do jovem homossexual no ano de 2012.
Durante outubro participou junto ao grupo Los Tetas da campanha Keep a Breast para o tema "Tocate", e logo depois foi convidada para os coros do novo single da banda "Tanz". Em 18 de janeiro se junta a Juan Magan e Zaturno para o lançamento oficial da canção para a Copa América Chile 2015, intitulada "Contigo".

### 2016-2018: Contrato com Universal Music eCambio de Piel
Posteriormente, a cantora assina com a discográfica Universal Music Group e lança seu primeiro single «Cambio de piel», em 25 de novembro de 2016, como uma antecipação para o álbum de mesmo nome. Em 6 de dezembro de 2017, estreia o vídeo musical da canção em sua conta oficial de Vevo. Nesse dia, a cantora lançou seu segundo álbum de estúdio, Cambio de piel, o qual contém 10 músicas, incluindo colaborações com Jonas Sánchez e Nicole ZC. Com 1 mês de lançamento, o álbum superou as 5.000 cópias digitais e físicas obtendo certificação de ouro no Chile. O álbum alcançou o quarto  disco de platina no país.
Em 1 de setembro de 2017, a cantora lança seu segundo single, «Isidora», o qual fala sobre a morte de uma de suas melhores amigas. O vídeo musical para a canção foi publicada um dia antes, e conseguiu se posicionar dentro do Top 20 do Chile e se converteu em seu video mais famoso no YouTube com mais de 10 milhões de reproduções. Em 25 de janeiro de 2018, lança o tema «Cabello de ángel» como o terceiro single da produção.
Em agosto de 2018, estreia o quarto single do material «Lucha en equilibrio». O vídeo que mostra o empoderamento e a união feminina foi gravado em Farellones, nas praias de Maitencillo. Em novembro do mesmo ano lança o quinto single «Encadená», uma música que expressa a sororidade e deriva os estereótipos de beleza.
No final 2018 confirma sua participação no Festival La Cumbre que aconteceria em Santiago, Chile, em janeiro de 2019, que logo acabou sendo adiada em duas ocasiões, sendo a última colocada em Rancagua para depois, finalmente, ser cancelada.

### 2019-presente: Consolidação na música e sua participação noFestival de Viña del Mar
Em 14 de fevereiro de 2019, lança o tema «Soñarse de a dos» junto a seu namorado Camilo Zicavo, a canção como celebração do dia do amor, mostra o amor que tem entre seus cachorros e entre eles. Em 13 de julho de 2019 lançou o single «Agua segura», que conta com a colaboração de Mala Rodríguez, aborda o empoderamento feminino, a aceitação, o respeito e a autoestima. A poucas horas de que foi postado nas plataformas digitais, alcançou mais de 9 mil reproduções no Youtube. Um dia depois lançou na mesma plataforma a segunda versão videoclipe, gravado em Espanha com a participação da atriz Nadia de Santiago, protagonista da série Las chicas del cable. Seu video musical faz alusão a seca de Laguna de Aculeo em Santiago, Chile, com a legenda: «Dedicado ao povoado de Aculeo, que sofrem em silêncio por aquela água segura».
Como avanço de sua próxima produção discográfica, lançou «El amor no duele» em 22 de agosto de 2019 que explora as situações de violência entre casais, seguido de «Ni un fruto» em 28 de novembro do mesmo ano, música que faz alusão a condutas machistas. Iniciando  2020, lançou o tema «Tiene sabor» em 20 de fevereiro, cujo trata sobre derivar os estereótipos de beleza e a auto-aceitação. «Todos os meses alguém fala que estou grávida, ou alguém opina sobre meu corpo», comentou sobre a inspiração do tema.
Em fevereiro de 2020 participa como jurada no LXI Festival Internacional de la Canción de Viña del Mar, compartilhando o papel com Pedro Capó, Francisco Saavedra, entre outros. Participou da homenagem a Camilo Sesto cantando algumas de suas canções junto a Luciano Pereyra e o cantor chileno Jordan. Todos os dias, homenageou uma mulher diferente, ilustrando em seu vestuário o rostro de cada uma. A mulheres homenageadas pela artista foram Patricia Muñoz, Elena Caffarena, Macarena Valdés, Gabriela Mistral e Julieta Kirkwood. Em sua apresentação, lançou mensagens importantes sobre respeito da privatização de água no Chile, o feminismo e o empoderamento da mulher, entre outros. Recebeu os troféus de Gaviota de Prata e Ouro e convidou Camilo Zicavo, vocalista de Moral Distraída, para cantar o dueto «Soñarse de a dos».
Em abril de 2020 confirma uma nova colaboração com as artistas Danna Paola e Lola Índigo, chamada «Santería». No mesmo mês, realizou apresentações virtuais por causa da pandemia de COVID-19 no mundo. Além dos seus shows individuais, cantou junto a Camilo Zicavo «Soñarse de a dos», e também postou no YouTube apresentações com o tema #QuedateEnCasa, realizando versões de «Agua Segura», junto a Mala Rodríguez e Javiera Mena e «El amor no duele» junto a Cami. No final deste mês foi reconhecida pela sua nomeação a "Canção do ano" pelo tema «Agua Segura» nos Premios Pulsar.
Logo após ser destacada como uma artista para descobrir pela revista Billboard no final de abril de 2020, a cantora anunciou por meio de suas redes sociais que lançaria a música «Amor de madre» em 7 de maio do mesmo ano. Ela comentou que a música com som de R&B, é uma de suas composições mais pessoais até agora. Em suas redes sociais, declarou; «Dedicado a mulher que mais admiro e aprecio», e que também é «Uma pequena homenagem, para que nunca se esqueçam de onde vem».

## Filmografia

### Telenovelas
| Ano         | Título          | Personagem         | Canal    |
| ----------- | --------------- | ------------------ | -------- |
| 2009        | Corazón Rebelde | Martina Valdivieso | Canal 13 |
| 2015        | Matriarcas      | Sandra Bravo       | TVN      |
| 2016 - 2017 | El Camionero    | Marcela Flores     | TVN      |

### Séries
| Ano       | Série              | Papel                   | Canal    |
| --------- | ------------------ | ----------------------- | -------- |
| 2007-2009 | Amango             | María Fernanda McGellar | Canal 13 |
| 2008-2009 | El blog de la Feña | María Fernanda McGellar | Canal 13 |
| 2013      | El nuevo           | María José Ormazábal    | TVN      |
| 2016      | Chico Reality      | Jéssica Lorca           | Mega     |

### Filmes
| Ano  | Título                                        | Personagem                             | Diretor           |                    |
| ---- | --------------------------------------------- | -------------------------------------- | ----------------- | ------------------ |
| 2008 | Amango: La gira Docu-Película                 | María Fernanda McGellar                | Shai Agosin       | Protagonista       |
| 2011 | El Limpiapiscinas                             | Nicole Ivanov                          | José Luis Guridi  | Protagonista       |
| 2013 | El Babysitter                                 | Bernarda Castro                        | Hermanos Badilla  | Protagonista       |
| 2016 | La Reina de las Nieves 2: El espejo encantado | Gerda                                  | Aleksey Tsitsilin | Protagonista (voz) |
| 2016 | Prueba De Actitud                             | Constanza "Cony" Belén Torres Alvarado | Fabrizio Copano   | Protagonista       |
| 2017 | La Reina de las Nieves 3: Fuego y Hielo       | Gerda                                  | Aleksey Tsitsilin | Protagonista (voz) |

### Teatro
| Ano  | Obra                                   | Personagem    |
| ---- | -------------------------------------- | ------------- |
| 2011 | Teatro en Chilevisión                  | Katy          |
| 2012 | Que cante la vida: El Musical          | Paz           |
| 2016 | Aladino: El musical (Mall Plaza)       | Princesa Jazz |
| 2018 | La Carta : Un Homenaje a Violeta Parra | Voz principal |

## Discografia
Como solista
- 2013: Fiesta
- 2017: Cambio de Piel

Trilhas sonoras
- 2007: Amango: El sueño se hizo realidad
- 2007: Amango Villancicos
- 2008: Amango Esto no es un juego
- 2008: El blog de la Feña
- 2009: El blog de la Feña 2
- 2009: Corazón Rebelde